# Agustina Cherri
Agustina Cherri (Buenos Aires, 15 de Fevereiro de 1983) é uma atriz argentina famosa por suas atuações protagónicas em novelas como Chiquititas, Verano del 98, Cabecita, Son amores, Hombres de honor, Mujeres de nadie, Mis amigos de siempre, entre outras.

## Trabalhos

### Televisão
- Separadas (2019)
- La celebración (2014)
- Mis amigos de siempre (2013-2014)
- Mujeres De Nadie[1]
- Juanita, la Soltera[2]
- Hombres de Honor[3]
- Los Pensionados[4]
- Son Amores[5]
- 1000 Millones[5]
- Chiquititas, la história[6]
- Cabecita (Lucía Escobar) Protagonista [7]
- Verano del 98[8]
- Chiquititas (Milagros)"Mili" Protagonista[6][9]
- Regalo del Cielo[10]
- ¡Grande Pá![11]
- Flávia Está de Fiesta[11]
- La Ola Está de Fiesta[12]

### Cinema
- Rodrigo, la película[6]